# Nesamblyops tararua
Nesamblyops tararua (лат.) — вид жужелиц рода Nesamblyops из подсемейства трехин (триба Anillini, Trechinae). Эндемики Новой Зеландии: Северный остров, Веллингтон, хребет Тараруа.

## Описание
Очень мелкие жужелицы (самые мелкие представители своего рода, длина варьирует от 1,80 до 2,23 мм), блестящие желтовато-коричневые жуки. Имаго этого вида практически неотличимы от взрослых особей многих видов Nesamblyops по внешним признакам и отличаются от них строением мужских гениталий. Надкрылья яйцевидные, узко вдавленные по шву, сравнительно длинные и умеренно широкие; плечевые углы полностью округлые; латеральные края слегка расходятся в базальной половине, коротко субпараллельны в середине и равномерно закруглены к вершине в апикальной половине. Глаза сильно редуцированы, состоят из нескольких фасеток. Голова короткая и широкая, закругленная, усики средней длины. Пронотум округлый, надкрылья округлые без заметных рядов точек, с несколькими длинными щетинками по бокам. Задние крылья рудиментарные. Обитают в густой лесной подстилке. На основании строения мужских гениталий самцов N. tararua предполагается родство с другими видами, имеющими дорсальный копулятивный склерит в форме «птичьей головы», такими как N. brouni, N. distinctus и N. townsendi. Детали конфигурации копулятивного склерита позволяют предположить, что N. tararua близок к N. brouni. Уменьшенное чешуйчатое перепончатое поле и наличие области с пористыми каналами у основания ствола позволяют предположить, что N. tararua может иметь общих предков с N. townsendi. Важно отметить, что самцы N. tararua являются единственными представителями рода, которые обладают неожиданно большой вариацией в размере и в меньшей степени в форме срединной доли.

## Таксономия и этимология
Вид был впервые выделен в 2023 году американским энтомологом Игорем Соколовым (Igor M. Sokolov, Systematic Entomology Laboratory, ARS, USDA, National Museum of Natural History, Вашингтон, США) по типовым материалам из Новой Зеландии. Видовой эпитет tararua представляет собой существительное и относится к названию горного хребта Тараруа, где была собрана типовая серия.